# Clarence Love
Clarence Love (* 26. Januar 1908 in Muskogee; † 18. Januar 1998 in Tulsa, Oklahoma) war ein US-amerikanischer Bandleader und Saxophonist der Tanzmusik und des Swing.
Love kam 1912 mit seiner Familie nach Kansas City. Er lernte Violine bei dem Ragtime-Pianisten Charles T. Watts, der Schüler von Scott Joplin war. 1922 bildete er seine erste Band für Schultanzveranstaltungen. Schon damals wollte er Bandleader werden, nachdem er die Band von George E. Lee gehört hatte. Nach seinem Schulabschluss an der Lincoln High School in Kansas City 1926 studierte er kurz an der Crane University in Chicago und kehrte dann nach Kansas City zurück, wo er 1928 eine Territory Band gründete, das Clarence Love Orchestra. Sie war lokal als Konkurrenz von Bennie Moten und George Lee recht erfolgreich, tourte im Südwesten und Mittleren Westen bis zum Pazifik und ihr spielten Musiker wie Lester Young, Ben Webster und Tommy Douglas. Anfang der 1930er Jahre trat er mit seiner Band in den Blue Hill Gardens und im El Torreon Ballroom in Kansas City auf und nahm an den Battle of Bands teil.
Wegen eines Streits, den sein Vater mit dem Leiter der lokalen Musikergewerkschaft hatte (es ging um den Besitz eines Friseurladens), sah er sich genötigt, 1933 Kansas City zu verlassen. Er ging nach Dallas in Texas, wo er ebenfalls eine lokal erfolgreiche Band leitete, in der u. a. Eddie Heywood war und die über den Radiosender KRLD übertragen wurde. Das verschaffte seiner Band (die vom Sänger Orlando Roberson mit geleitet wurde) eine Einladung von Decca für Aufnahmen in New York City; die Band zerbrach aber, bevor es dazu kam (hauptsächlich durch Machenschaften von Roberson). Love ging wieder nach Dallas, gründete eine neue Band und tourte bis Indianapolis, wo er sich der Ferguson Agentur anschloss, einer der größten Künstleragenturen für farbige Musiker in dieser Gegend. Bei der Tätigkeit für diese Agentur entdeckte er Wes Montgomery.
Ab 1944 leitete er die Darlings of Rhythm, eine Frauen-Bigband.
Nach dem Tod seines Vaters zog er nach Tulsa, wo er erneut eine Bigband gründete. 1948 eröffnete er einen eigenen Club (Love Lounge). Er betrieb bis 1957 eigene Clubs oder leitete Clubs und arbeitete danach wieder als Agent.